# 丁苏吉亚
丁苏吉亚（Tinsukia），是印度阿萨姆邦丁苏吉亚县的一个城镇。总人口85519（2001年）。

## 人口
该地2001年总人口85519人，其中男性47404人，女性38115人；0—6岁人口8759人，其中男4649人，女4110人；识字率78.66%，其中男性为81.94%，女性为74.59%。